# جيلبرت أريناس
جيلبرت أريناس (بالإنجليزية: Gilbert Arenas)‏ مواليد 6 يناير 1982 في تامبا، هو لاعب كرة سلة أمريكي بدأ مسيرته الاحترافية في سنة 2001. يبلغ طوله 6 قدم 3 بوصة (1.9 م).

## فرق لعب لها
- غولدن ستايت ووريورز
- واشنطن ويزاردز
- أورلاندو ماجيك
- ميمفيس غريزليس

## روابط خارجية
- جيلبرت أريناس على موقع إن بي أي (الإنجليزية)
- جيلبرت أريناس على موقع سبورتس رفرنس (الإنجليزية)
- جيلبرت أريناس على موقع كرة السلة الأوروبية.كوم (الإنجليزية)
- جيلبرت أريناس على موقع إي إس بي إن.كوم (الإنجليزية)
- جيلبرت أريناس على موقع كلية كرة السلة في سبورتس رفرنس.كوم (الإنجليزية)
- جيلبرت أريناس على موقع ريلجم (الإنجليزية)
- جيلبرت أريناس على موقع بروبوليرز (الإنجليزية)
- جيلبرت أريناس على موقع سبورتس رفرنس (الإنجليزية)